# Wiesław Zapędowski
Wiesław Jerzy Zapędowski (ur. 26 marca 1956 w Warszawie) – polski inżynier, dyplomata i urzędnik państwowy, w 2005 podsekretarz stanu w Ministerstwie Rolnictwa i Rozwoju Wsi.

## Życiorys
W 1985 ukończył studia z inżynierii środowiska na Politechnice Warszawskiej. Absolwent studiów podyplomowych z: handlu zagranicznego w Państwowa Szkoła Stenografii i Języków Obcych (1991), międzynarodowej polityki handlu zagranicznego w GATT w Genewie (1992) i podyplomowego studium służby zagranicznej w Polskim Instytucie Spraw Międzynarodowych (1993). We wrześniu 2001 został mianowanym urzędnikiem służby cywilnej.
Od 1989 do 1992 pracował jako asystent i inżynier w Instytucie Melioracji i Użytków Zielonych w Falentach. W 1992 przeszedł do pracy w Ministerstwie Rolnictwa i Rozwoju Wsi, gdzie był kolejno specjalistą, głównym specjalistą, naczelnikiem wydziału i radcą ministra. Jednocześnie w latach 1996–2003 był dyplomatą w Stałym Przedstawicielstwie RP przy Biurze NZ i innych Organizacjach Międzynarodowych w Genewie. Zajmował tam stanowisko pierwszego sekretarza, odpowiedzialnego m.in. za Komitety Rolny, Sanitarny i Fitosanitarny Światowej Organizacji Handlu. W sierpniu 2003 powrócił do pracy w resorcie rolnictwa, w grudniu 2003 został p.o. dyrektora Departamentu Unii Europejskiej i Współpracy Międzynarodowej.
21 lutego 2005 powołany na stanowisko podsekretarza stanu w Ministerstwie Rolnictwa i Rozwoju Wsi, odpowiedzialnego za sprawy międzynarodowe i rynki rolne. Odwołany 14 października 2005. Został później pierwszym radcą Stałego Przedstawicielstwa Rzeczypospolitej Polskiej przy Światowej Organizacji Handlu w Genewie, a następnie radcą Ministra Rolnictwa i Rozwoju Wsi.